# Сатагай (Вілюйський улус)
Сатагай (рос. Сатагай) — село у Вілюйському улусі Республіки Сахи Російської Федерації.
Населення становить 515 осіб. Належить до муніципального утворення Киргидайський наслег.

## Географія

### Клімат
| Клімат Сатагая            | Клімат Сатагая | Клімат Сатагая | Клімат Сатагая | Клімат Сатагая | Клімат Сатагая | Клімат Сатагая | Клімат Сатагая | Клімат Сатагая | Клімат Сатагая | Клімат Сатагая | Клімат Сатагая | Клімат Сатагая | Клімат Сатагая |
| Показник                  | Січ.           | Лют.           | Бер.           | Квіт.          | Трав.          | Черв.          | Лип.           | Серп.          | Вер.           | Жовт.          | Лист.          | Груд.          | Рік            |
| Середній максимум, °C     | −35,2          | −29,1          | −15,2          | −2,4           | 8,6            | 19,5           | 23,0           | 19,0           | 9,2            | −5,3           | −24,5          | −32,8          | −5             |
| Середня температура, °C   | −38,7          | −33,4          | −21,6          | −8,9           | 3,4            | 13,6           | 17,0           | 13,3           | 4,7            | −9             | −28,1          | −36,4          | −10            |
| Середній мінімум, °C      | −42,1          | −37,7          | −28            | −15,4          | −1,8           | 7,7            | 11,1           | 7,6            | 0,2            | −12,6          | −31,7          | −39,9          | −15            |
| Норма опадів, мм          | 10             | 8              | 9              | 11             | 21             | 37             | 48             | 39             | 34             | 28             | 19             | 15             | 279            |
| ------------------------- | -------------- | -------------- | -------------- | -------------- | -------------- | -------------- | -------------- | -------------- | -------------- | -------------- | -------------- | -------------- | -------------- |
| Джерело: climate-data.org |                |                |                |                |                |                |                |                |                |                |                |                |                |

## Історія
Згідно із законом від 30 листопада 2004 року органом місцевого самоврядування є Киргидайський наслег.

## Населення
| 2002 | 2010 | 2012 | 2013 | 2014 | 2015 | 2016 |
| ---- | ---- | ---- | ---- | ---- | ---- | ---- |
| 612  | ↘554 | ↘542 | ↘518 | ↘506 | ↗512 | ↗516 |
| 2017 | 2018 |      |      |      |      |      |
| ↗524 | ↘515 |      |      |      |      |      |